# Plantación Botánica Fay Hyland
La Plantación Botánica Fay Hyland (en inglés : Fay Hyland Botanical Plantation) es arboreto de unos 10 acres (40.000 m²) de extensión y el The Lyle E. Littlefield Ornamentals Trial Garden que es un jardín botánico de 7 acres (2.9 hectáreas).
Ambos están administrados por la Universidad de Maine. Se encuentran en Orono, Estados Unidos. 
El código de identificación internacional del Fay Hyland Botanical Plantation como miembro del "Botanic Gardens Conservation Internacional" (BGCI), así como las siglas de su herbario es FHA.

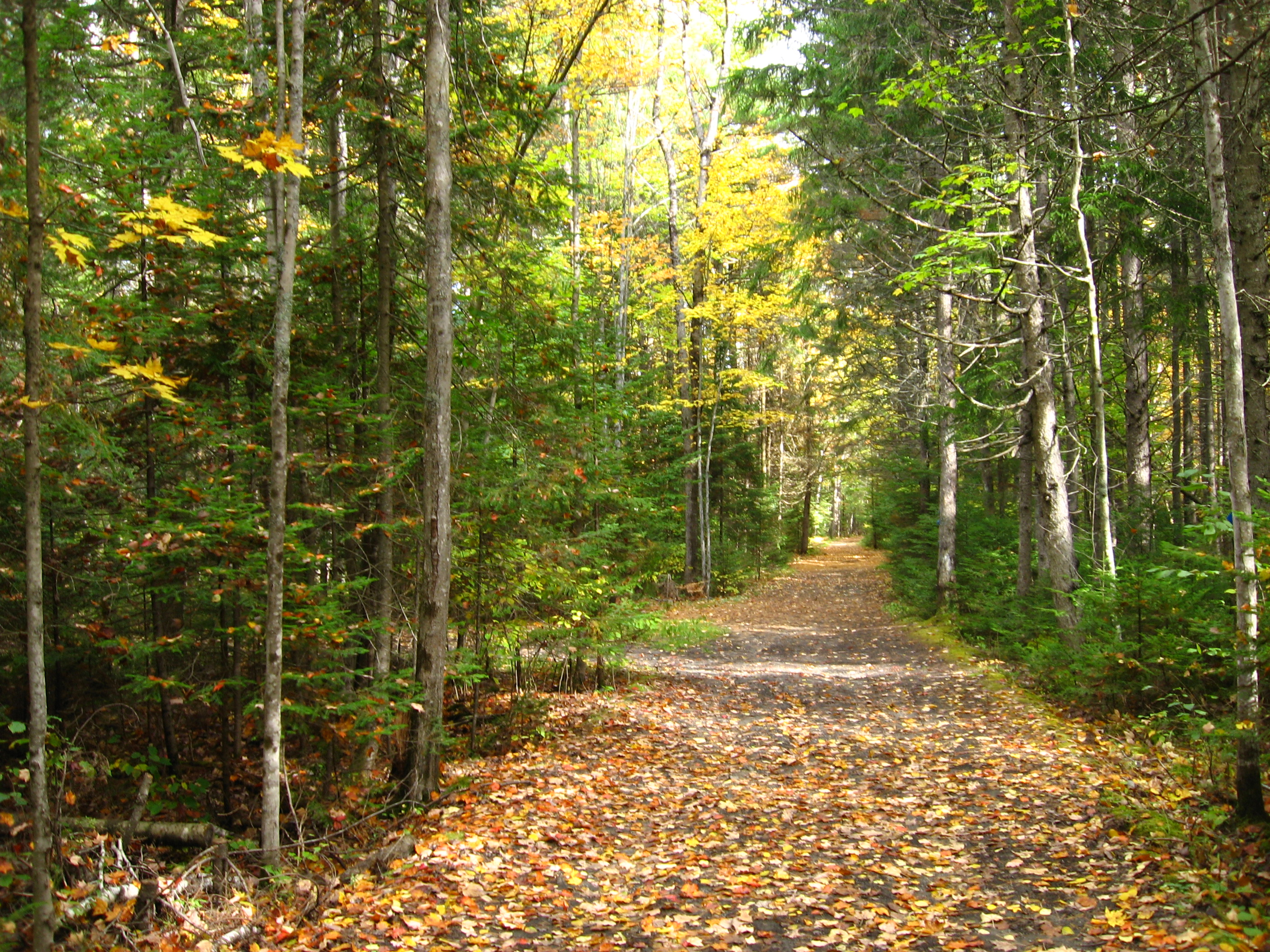
Sendero en el arboreto.

## Localización
Fay Hyland Botanical Plantation University of Maine Campus Orono, ME 04469 Orono, Penobscot County United States of America-Estados Unidos.
Planos y vistas satelitales.44°53′44.88″N 68°40′28.92″O / 44.8958000, -68.6747000
El arboreto se despliega a lo largo de las riberas del río Stillwater con senderos, abiertos a lo largo de todo el año sin cargo alguno. 

## Historia
El "Fay Hyland Arboretum" del campus en la universidad de Maine, fue establecido en 1934, nombrado en honor de Fay Hyland, y sirve la universidad con ejemplos vivos de plantas leñosas de Maine y en el mundo entero que sirven para los estudios en los cursos que se centran en la identificación de las plantas (dendrología], horticultura, y taxonomía vegetal). 
El arboreto también desempeña un papel en la investigación del personal y de los estudiantes de la UMaine y proporciona a la universidad y la comunidad local un ajuste cuasi-natural estético atractivo a lo largo del río de Stillwater. 
El "Littlefield Garden" fue fundado a principios de los 60 por Lyle E. Littlefield, entonces profesor de horticultura. El jardín de Littlefield es hoy una parte integrante del programa ambiental de horticultura. La misión de la facilidad es obtener, plantar, y evaluar en una gama tan amplia como sea posible las plantas ornamentales con potencial para su uso en el paisaje norteño.

## Colecciones
La colección del arboreto contiene especímenes de los árboles nativos del estado de Maine y de diversas partes del mundo. 

### Littlefield garden

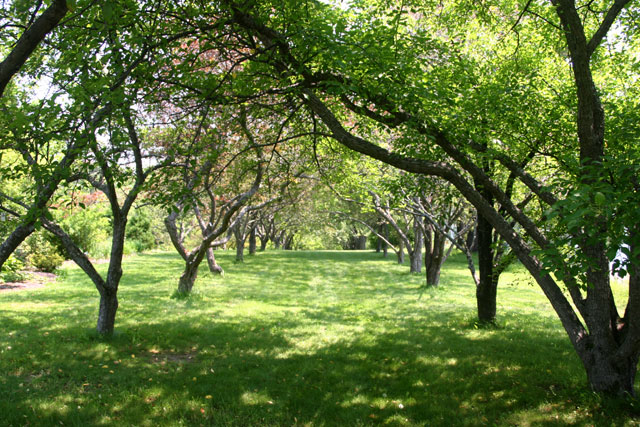
Plantaciones de árboles en el "Littlefield Garden".

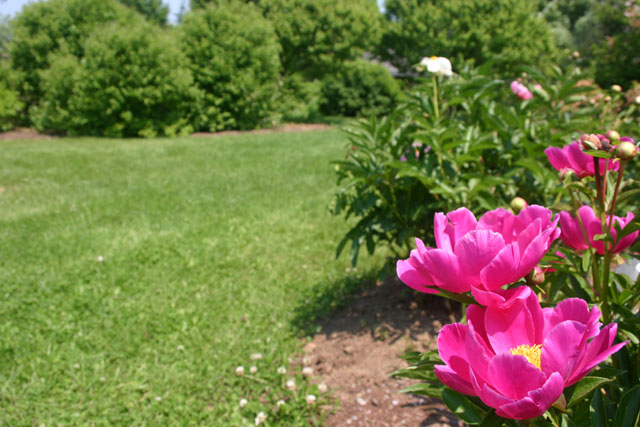
Peonías en el "Littlefield Garden".

Durante las cuatro décadas pasadas, el jardín de Littlefield ha reunido una colección con más de 2.500 especies de plantas herbáceas y leñosas. Las colecciones importantes de núcleo existen dentro de la colección total como sigue; variedades de manzanos silvestres, lilas, rhododendron, magnolias, y muchas más especies vegetales más pequeñas. 
Todas las plantas en el jardín del paisaje reciben unas extensas pruebas para la resistencia del invierno, las características ornamentales, los requisitos culturales, y el potencial total para el paisaje. Las colecciones proveen para la comunidad de la universidad y del público un recurso valioso para el estudio y la observación de una gran variedad de plantas ornamentales.  
En el año 1989 fue emprendido un importante reajuste y renovación del jardín. Este proyecto ha dado a estudiantes en horticultura ambiental, muchas oportunidades de ganar una valiosa experiencia en el diseño, la construcción, y el mantenimiento de los espacios del paisaje. 
Con muchos de los proyectos de renovación completados, el jardín ahora es un sitio popular para las bodas, recepciones de todas clases, así como para la relajación y el descanso informal. El jardín está abierto al público 365 días al año de la salida del sol hasta su puesta.

### Actividades
El área de investigación de la facilidad contiene la infraestructura para la investigación sobre la producción de los envases y del cultivo en campo, la evaluación de las plantas cubresuelos, la propagación, y el cultivo de la planta. Los proyectos de investigación actuales que son conducidos dentro de la facilidad incluyen: 
- Niveles de resistencia al frío de las plantas ornamentales leñosas.
- Niveles de resistencia al frío del Laurel de montaña, Magnolias, y los aceres japoneses.
- Selección y mejoras en las variedades de corno del Canadá y aceres japoneses para su uso en los paisajes nórdicos.
- Evaluaciones de resistencia de Festucas, Lolium perennes, y cultivares de Poa pratensis.

El "Littlefield Garden" tiene programas de trabajo conjuntos con las siguientes organizaciones:
- 1.American Association of Botanic Gardens and Arboreta
- 2.NE-9 regional research project on plant germplasm conservation and utilization
- 3.National turf evaluation program
- 4.Maine Landscape and Nursery Association
- 5.American Association of Nurserymen
- 6.American Rhododendron Society
- 7.Magnolia Society
- 8.American Daffodil Society